# ポール・ストランド
ポール・ストランド（Paul Strand, 1890年10月16日 – 1976年3月31日）は、アメリカ合衆国の写真家、映画監督・撮影監督。アルフレッド・スティーグリッツやエドワード・ウェストンのようなモダニズム写真家とともに、写真を20世紀の1芸術形式として確立した。60年間、アメリカ、ヨーロッパ、アフリカの至る所で手掛けた作品は、さまざまなジャンル、テーマにおよぶ。

## 初期のモダニズム作品
ストランドはニューヨークのボヘミア人の家に生まれた。10代の終わりに、Ethical Culture Fieldston Schoolに入り、有名な記録写真家ルイス・ハイン（Lewis Hine）の教え子となった。学校の校外見学でストランドは291ギャラリー（スティーグリッツとエドワード・スタイケン Edward Steichen が開設）を初めて訪れ、モダニズム写真家・画家の展示作品を見て、写真を趣味以上の真剣なものと考えるようになった。後にスティーグリッツは、291ギャラリーの「Camera Work」などでストランドの作品を紹介した。有名な『Wall Street（ウォール街）』（1915年）を含むこの頃のストランドの作品は、様式的な抽象美術の試みであった。エドワード・ホッパーの都会のヴィジョンに影響を与えたとも言われる。また、カメラを社会改良の道具として使うというストランドの関心を反映している作品もあった。

## 映画
続く数十年、ストランドはスチル写真だけでなく、映画も製作した。ストランドの最初の映画は、画家・写真家のチャールズ・シーラーと共同でニューヨークの日常生活を描いたサイレントの短編ドキュメンタリー映画『マンハッタ (Manhatta (New York the Magnificent))』（1921年）で、前述の写真『Wall Street』に似たショットが出てくる。映画では他に、メキシコ政府の依頼で作られた劇映画『Redes』（1936年。アメリカ公開題『The Wave』）、ドキュメンタリー映画『The Plow That Broke the Plains』（1936年）、プロ組合・反ファシストの劇映画『Native Land』（1942年）がある。

## フランス
1949年6月、ストランドはチェコスロバキアのカルロヴィ・ヴァリ国際映画祭で映画『Native Land』を上映するためにアメリカ合衆国を発った。その後、アメリカ合衆国でマッカーシズムが起こり、ストランドの長い亡命生活が始まった。その後の27年間をストランドはフランスのオルジュバル（Orgeval）で暮らした。ストランドは言葉を学ぶことはしなかったが、三人目の妻で写真家でもあるHazel Kingsbury Strandの助けを借り、創造的な生活を送ることができた。
ストランドはこの頃より再びスチル写真に戻って、土地土地の人物写真（ポートレイト）写真集を発表した。『Time in New England』（1950年。ニューイングランドの人々）、『La France de Profil』（1952年）、『Un Paese』（1955年。イタリアのルッザーラやポー川流域）、『Tir a'Mhurain / Outer Hebrides』（1962年。アウター・ヘブリディーズ諸島）、『Living Egypt』（1969年。エジプト）、『Ghana: an African portrait』（1976年。ガーナ）といったものがある。

## 家族
ストランドは1921年に画家のRebecca Salsbury (James)（1891年 - 1968年）と結婚して、時々写真を撮っていた。Hazel Kingsburyと再婚したのは1951年のことである。

## 政見
ストランドがフランスに移住した時期は、友人のアルジャー・ヒスの最初の裁判の時期と一致する。ストランドはヒスが亡くなるまで連絡を取り合った。ストランドは共産党の正式な党員になったことはなかったが、ストランドの共同制作者たちの多くは党員（ジェームズ・オルドリッジ、チェーザレ・ザヴァッティーニ）あるいは有名な社会主義の作家・活動家（バズル・デヴィッドソン）だった。また友人たち（ 下院議員Denis Nowell Pritt、映画監督ジョゼフ・ロージー、スコットランドの詩人ヒュー・マクダーミッド Hugh MacDiarmid、俳優アレックス・マクリンドル Alex McCrindle）も共産党員か、その嫌疑をかけられた。また、アメリカ合衆国司法長官が「危険分子」「反アメリカ的」という烙印を押した20以上の組織の1つ「Frontier Films」にもストランドは密接に関わっていた。
ストランドは、もし共産党が作ったという理由でアメリカ合衆国の市場が自分の本を発禁にしたらばという意味で、東ドイツのライプツィヒで本を印刷すべきだと主張した。情報自由法（Freedom of Information Act）で機密扱いを解除され、現在アリゾナ大学クリエイティブ写真センターに保管されている諜報ファイルを見ると、ストランドのヨーロッパでの動向が秘密情報機関によって細かく監視されていたことがわかる。